# Harlekinfürj
A harlekinfürj (Coturnix delegorguei)  a madarak osztályának tyúkalakúak (Galliformes) rendjébe és a fácánfélék (Phasianidae) családjába tartozó faj.

## Előfordulása
Angola, Botswana, Burundi,  a Comore-szigetek, Csád, a Dél-afrikai Köztársaság, Elefántcsontpart, a Közép-afrikai Köztársaság, Egyenlítői-Guinea, Eritrea, Etiópia, Gabon, Gambia, Ghána, Jemen, Kamerun, Kenya, a Kongói Demokratikus Köztársaság, a Kongói Köztársaság, Lesotho, Libéria, Madagaszkár, Malawi, Mali, Mozambik, Namíbia, Nigéria, Omán, Ruanda, São Tomé és Príncipe, Szenegál, Szomália, Szudán, Szváziföld, Tanzánia, Uganda,  Zambia és Zimbabwe területén honos. A természetes élőhelye trópusi füves szavannák és mezőgazdasági részek.

## Alfajai
- Coturnix delegorguei arabica Bannerman, 1929
- Coturnix delegorguei delegorguei Delegorgue, 1847
- Coturnix delegorguei histrionica Hartlaub, 1849

## Megjelenése
Testhossza 16-20 centiméter, testtömege 57-70 gramm.

## Szaporodása
A földbe kapart béleletlen mélyedésbe rakja 3-9 tojásból álló fészekalját.

## Külső hivatkozás
- Képek az interneten a fajról
- Plant21.de